# Akaniaceae
Akaniaceae is een botanische naam, voor een familie van tweezaadlobbige planten. Een familie onder deze naam wordt algemeen erkend door systemen voor plantentaxonomie, en zo ook door het APG-systeem (1998) en het APG II-systeem (2003).
In APG II is er een keuze tussen twee omschrijvingen:
- in enge zin (sensu stricto): alleen Akania bidwillii
- in ruime zin (sensu lato): daarnaast ook Bretschneidera sinensis.

In het Cronquist systeem (1981) werd deze familie (daar van één soort) ingedeeld in de orde Sapindales.

## Geslachten[1]
- Akania Hook.f.
- Bretschneidera Hemsl.